# 佩登 (密西西比州)
佩登（英語：Paden）是位於美國密西西比州蒂肖明戈縣的村。

## 人口
根據2020年美國人口普查的數據，佩登的面積為2.33平方千米，皆為陸地。當地共有人口104人，而人口密度為每平方千米45人。